# A-Sketch
 A-Sketch（日语：?；）是日本的唱片事業公司，是Amuse集團唱片公司和藝人管理公司旗下的影片和音樂製作子公司，Amuse娛樂則負責銷售。

## 沿革
- 2013年8月，動漫mv「Astro Voice」上傳，首次發行mimimemeMIMI的單曲《感傷的愛（日语：センチメンタルラブ）》發行[1]。

## 外部連結
- 官方网站
- A-Sketch的X（前Twitter）
- A-Sketch的Facebook專頁
- YouTube上的A-Sketch頻道